# فيلانوفا دي أرديني (بافيا)
فيلانوفا دي أرديني (بالإيطالية: Villanova d'Ardenghi)‏ هي بلدة تقع في مقاطعة بافيا بإقليم لومبارديا في شمال إيطاليا. تبلغ مساحة هذه المدينة 6.8 (كم²)، وترتفع عن سطح البحر م، بلغ عدد سكانها 711 نسمة في عام 2004 حسب إحصاء المعهد الوطني للإحصاء.

## السكان
في سنة 1861 بلغ عدد السكان 631 نسمة، وتطور العدد ليصل في سنة 2011 لـ 770 نسمة.
يظهر هذا المخطط البياني تطور النمو السكاني لـ فيلانوفا دي أرديني (بافيا)